# آرون سانه
آرون سانه (انگلیسی: Arona Sané؛ زادهٔ ۲۱ ژوئن ۱۹۹۵) بازیکن فوتبال اهل سنگال است که در باشگاه اسپانیایی آلوندراس در پست وینگر راست بازی می‌کند.